# Po Bronson
Philip "Po" Bronson es un periodista y escritor estadounidense. Nació el 14 de marzo de 1964, en Seattle (Washington), donde se crio.
Bronson estudió Economía en la Universidad de Stanford. Posteriormente realizó un master de escritura creativa en San Francisco.
En 1994, Bronson fundó, junto con Ethan Watters y Ethan Canin, The Writers' Grotto (La Cueva de los Escritores). En un principio eran 6 escritores. En 2007, The Writers' Grotto contaba con 38 escritores.

## Empleos
- Abogado
- Diseñador de tarjetas de felicitación
- Broker de acciones
- Editor
- Profesor de secundaria

## Libros
- Bombardiers

Bombardiers (1995)
- El primer millón es el más difícil de ganar

The First $20 Million Is Always the Hardest (1997)
- El nudista del turno de noche (y otras historias verídicas de Silicon Valley)

The Nudist on the Late Shift (1999)
- ¿Qué hago con mi vida?

What Should I Do With My Life? (2002)
- Why Do I Love These People? Honest and Amazing Stories of Real Families (2005)

## Colaboraciones
The New York Magazine
- How Not to Talk to Your Kids

The Inverse Power of Praise
Wired
- A Prayer Before Dying

The astonishing story of a doctor who subjected faith to the rigors of science - and then became a test subject herself
- HotMale

Sabeer Bhatia started his company on $300,000 and sold it two years later for $400 million. So, is he lucky, or great?
Forbes
- Wanted: Bond Salesmen to become Famous Authors (enlace roto disponible en Internet Archive; véase el historial, la primera versión y la última).

Men's Journal
- Anderson Cooper

Week after week the CNN star circles the globe, breaking the world's hardest -- and often saddest -- news. So why can't he relax when he's at home?
Time
The New York Times Magazine
The Wall Street Journal

## Películas y TV
- Proyecto Magia

The First $20 Million Is Always the Hardest (2002)